# Beau Dommage au forum de Montréal, vol. 2
 (avril 2017).
Si vous disposez d'ouvrages ou d'articles de référence ou si vous connaissez des sites web de qualité traitant du thème abordé ici, merci de compléter l'article en donnant les références utiles à sa vérifiabilité et en les liant à la section « Notes et références ».
Albums de Beau Dommage
Beau Dommage au forum de Montréal
(1984) Plus de 60 minutes avec Beau Dommage
(1987)
Beau Dommage au Forum de Montréal, vol. 2 est un album live du groupe de musiciens et chanteurs folk rock québécois Beau Dommage, sorti en 1985.
Il est enregistré en concert au Forum de Montréal fin octobre 1984.

## Liste des titres
| A1. | Le Picbois              | 4:03 |
| A2. | Le Blues d'la Métropole | 4:00 |
| A3. | Motel « Mon repos »     | 3:46 |
| A4. | Le Cœur endormi         | 4:46 |
| A5. | Ginette                 | 2:37 |

| B1. | Le Géant Beaupré | 3:50 |
| B2. | Rouler la nuit   | 3:56 |
| B3. | Montréal         | 5:22 |
| B4. | Le Rapide blanc  | 7:13 |

Note
- Référence Polydor : 2424 253 (Vinyle), 3176 253 (cassette).

## Crédits

### Membres du groupe
- Pierre Bertrand : chant, basse, guitares, claviers
- Marie Michèle Desrosiers : chant, claviers
- Michel Hinton : claviers, accordéon
- Michel Rivard : chant, guitares, textes
- Réal Desrosiers : batterie, percussions
- Robert Léger : claviers, flûte, textes

### Équipes technique et Production
- Production : Alain Simard, Beau Dommage
- Mastering : Émile Lépine
- Réalisation, enregistrement, mixage : Michel Lachance assisté de Guy Charbonneau
- Enregistrement, mixage (assistant) : Cliff Bonnell
- Mixage (assistant) : Marcel Gouin
- Design : Beauchesne, Cayer et Associés
- Illustration : Luc Normandin
- Photographie : André Panneton